# Azowo
Azowo (ros. Азово) – wieś w Rosji, centrum administracyjne niemieckiego rejonu narodowego w obwodzie omskim. Ok 5 300 mieszkańców (2003).

## Historia
Pierwsi mieszkańcy rozpoczęli osiedlanie się na terenie wsi od 1900 roku. Byli to przesiedleńcy z Ukrainy. W 1909 oficjalnie zatwierdzono nazwę Azowo.